# 神奈川中央交通中山営業所
神奈川中央交通中山営業所（かながわちゅうおうこうつうなかやまえいぎょうしょ）は、神奈川県横浜市旭区白根町にある神奈川中央交通の営業所。最寄りバス停留所は「中山車庫」。
子会社に委託されていない神奈川中央交通直轄の営業所としては最も新しい。
所属車両の社番の頭文字は「な」。
横浜市旭区上川井の亀甲山バス停留所付近（かつての横浜市営バス亀甲山詰所跡地）に休憩・待機用の小規模な車庫があり、中山車庫から距離のある若葉台中央方面の路線の休憩に使用している。
中山営業所全体の特徴として、横浜市営バスとの共同運行路線（23・56・119）及び移管された路線群（1・5・40・62・115・116・121）が非常に多い。

## 沿革
この節では、大和営業所中山操車所（横浜神奈交バス中山営業所）時代の沿革についても記述する。
- 2005年4月1日 - 神奈川中央交通大和営業所中山操車所を横浜市緑区寺山町745-45に開設。
- 2007年
  - 4月1日 - 横浜市営バスより、121系統（新横浜駅 - 保土ヶ谷駅西口）を移管される。
  - 10月1日 - 横浜市営バスより、1系統（中山駅 - 三ツ沢西町 - 横浜駅西口、中山駅 - 竹山団地）を移管される。
  - 12月1日 - 横浜市営バスより、116系統（三ツ境駅 - 若葉台中央）を移管される。
- 2008年
  - 2月12日 - 横浜市営バスより、5系統（横浜駅西口 - 鶴ヶ峰駅 - 若葉台中央、鶴ヶ峰駅 - よこはま動物園）および115系統（鶴ヶ峰駅 - 若葉台中央、鶴ヶ峰駅 - 今宿ハイツ循環）を移管される。
  - 2月17日 - PASMO運用開始。
  - 4月16日 - 横浜神奈交バス中山営業所開設、神奈中大和営業所中山操車所の運行管理が全面委託となる。
- 2010年3月1日 - 横浜市内の路線でGPSによるバスロケーションシステムを導入。
- 2015年1月12日 - 中山操車所を旭区白根町の神奈川県立白山高等学校バス折返場付近へ移転[2]、中山操車所と鴨居駅・中山駅・鶴ヶ峰駅を結ぶ路線を新設[2][注釈 2]。
- 2017年1月1日 - 神奈川中央交通グループの乗合バス事業再編で、横浜神奈交バスが神奈川中央交通（本体）に吸収合併となったことに伴い、神奈川中央交通大和営業所から分離、同時に横浜神奈交バス中山営業所が神奈川中央交通中山営業所に組織変更[3][4]。運行管理委託を終え、以後は神奈中本体の管轄となる。

## 現行路線

### 横浜駅西口 - 梅の木 - 中山駅方面
- 1：横浜駅西口 - 松本 - 三ツ沢西町 - 和田町交差点 - 梅の木 - 上菅田町 - 鴨居町 - 緑車庫前 - 白山ハイテクパーク - 中山駅
- 1：三ツ沢西町 → 和田町交差点 → 梅の木 → 上菅田町 → 鴨居町 → 緑車庫前 → 白山ハイテクパーク → 西村橋 → 中山駅（休日運休）
- 横51：横浜駅西口 → 浅間町車庫前 → 洪福寺 → 和田町 → 梅の木 → 上菅田町 → 鴨居町 → 緑車庫前 → 白山ハイテクパーク → 西村橋 → 中山駅（休日運休）
- 横51：中山駅 → 緑消防署前 → 白山ハイテクパーク → 緑車庫前 → 鴨居町 → 上菅田町 → 梅の木 → 和田町 → 洪福寺 → 浅間町車庫前 → 横浜駅西口（土曜・休日運休）

横浜駅西口と横浜市営地下鉄グリーンラインおよび横浜線中山駅を結ぶ路線である。
1系統および横51は上菅田町を経由して横浜駅西口と中山駅（南口）を結ぶ。この系統は、横浜市営バスが成立した際に存在した三ッ沢線（横浜駅東口 - 三ッ沢）と後に開設された22系統（初代）を統合してできた系統であり、1950年代には運行されていたとの記録が残る。以後市営バスによって運行されてきたが、中田市政下に伴う市営バスの再編計画に伴って、2007年10月1日に横浜市営バスから移管された。
終日運行されるのは1系統である。横浜駅西口から和田町までは横浜市営バス201・202系統と同一経路で走行したのち、松本から国道1号（新道）へ進路を取るが和田町交差点で国道16号に合流する。毎時1便程度が確保されているほか、三ツ沢西町始発の区間便も2007年6月17日に新設され、早朝1便のみ運行される。横51は新設当初から神奈川中央交通による運行が続いており、西谷駅前の一つ手前である梅の木までは横52と同一経路ながら早朝時間帯のみの運行に抑えられている。
2016年3月26日に中山駅付近で経路変更が実施され、往路と復路で異なる道を走行するようになった。

### 横浜駅西口 - 千丸台団地方面
- 62（急行）：横浜駅西口 - 洪福寺 - 和田町 - 梅の木 - 西谷駅前 - 下白根橋 - 千丸台団地
- 62（急行）：横浜駅西口 → 洪福寺 → 和田町 →梅の木 → 西谷駅前 → 下白根橋 → 千丸台団地 → 千丸台集会所

神奈川中央交通の急行路線バスで唯一の横浜駅西口乗り入れ路線で、梅の木 - 千丸台集会所間で横浜市営バス248系統との共通定期券が利用可能である。急行運転区間は横浜駅 - 下白根橋間で、洪福寺・峯小学校前・和田町・上星川・川島町・梅の木・西谷駅前に停車する。当初は横浜営業所笹下車庫の担当でのちに舞岡営業所へ移管、大和営業所中山操車所との共同運行を経て現在は中山営業所が全便を担当する。なお、急行運転区間においては各停留所に止まる路線として、後述の横52および5系統などがある。
2007年3月31日までは相鉄バス、2021年3月までは横浜市営バスも共同運行に加わっていたが、いずれも撤退し、現在は神奈中の単独運行となっている。相鉄が撤退した翌日以降は相鉄バス担当分をそのまま神奈川中央交通へ移管しており、横浜市営バスとの運行比率は1:2となっていた。2007年12月1日からは、日中の横浜駅西口発の便を全て千丸台集会所へ延伸したが、横浜駅西口行きは全便が千丸台団地始発のままである。
2018年12月1日、土曜・休日の横浜駅西口行きにおいて洪福寺から横浜駅西口までの経路を、鶴屋町三丁目交差点経由から岡野町交差点経由へ経路変更した。これは鶴屋町三丁目交差点を右折して駐車場へ入庫する一般車両が多く、その渋滞を回避するのが目的である。
2021年3月31日をもって横浜市営バスとの共同運行終了により、共通定期券取扱区間も梅の木 - 千丸台団地 - 千丸台集会所間へ短縮された。

### 横浜駅西口・鶴ヶ峰駅 - 若葉台中央・十日市場駅方面
- 5：横浜駅西口 - 浅間町車庫前 - 洪福寺 - 和田町 - 梅の木 - 西谷駅前 - 鶴ヶ峰駅 - 今宿 - 川井宿 - 大貫橋 - 若葉台近隣公園前 - 霧が丘高校前 - 若葉台中央
- 5：鶴ヶ峰駅 - 今宿（土休日運休）
- 115：鶴ヶ峰駅 - 今宿 - 川井宿 - 大貫橋 - 若葉台近隣公園前 - 霧が丘高校前 - 若葉台中央
- 峰02：鶴ヶ峰駅 - 今宿 - 川井宿 - 大貫橋 - 若葉台近隣公園前 - 霧が丘高校前 - 若葉台中央 - 郵便局前 - 十日市場駅

横浜駅西口・鶴ヶ峰駅から主に国道16号を経由して横浜市内屈指の大型住宅「横浜若葉台団地」（若葉台中央）およびその先の横浜線十日市場駅へ向かう路線である。5系統（横浜駅西口発着便）と115系統は2008年2月12日に横浜市営バスから移管された。この移管によって横浜駅西口 - 大貫橋間で経路が重複していた横04（横浜駅西口 - 鶴ヶ峰駅 - 鶴間駅東口）の大多数を振り替えたことにより、毎時2本へ増発された。減便された鶴間側は後述する間01（鶴ヶ峰駅 - 鶴間駅東口）が毎時1便程度に増発されて補完している。5系統の今宿発着便は路線の開設当初より神奈川中央交通が担当しており、平日早朝に3往復が運行される区間便である。横浜市営バスによる運行は当初から設定が無く、共通定期券の取扱いが行われていた5系統に合わせて路線が設定されたものと思われる。なお、共同運行をしていない路線において横浜市営バスの規則に則った系統番号が付与されるのは、この5系統のほかに131系統（新横浜駅 → 川島住宅）のみである。
横浜市営バスが担当していた頃の5系統は、若葉台中央発着以外にも大貫橋交差点を直進して一つ先の亀甲山で終点となる系統や、亀甲山から先の横浜総合卸センターへ至る系統なども存在していたが、卸センター発着路線は神奈川中央交通へ移管される前に廃止され、亀甲山発着は移管に際して若葉台中央発着便や横04が存在することから廃止され、若葉台中央発着便・よこはま動物園発着便（後述）・当初より神奈川中央交通が運行していた鶴ヶ峰駅 - 今宿の区間便の3つに整理された。

### 横浜駅西口・鶴ヶ峰駅 - 中山駅方面
- 横52：横浜駅西口 - 浅間町車庫前 - 洪福寺 - 和田町 - 梅の木 - 西谷駅前 - 鶴ヶ峰駅 - 今宿 - 川井宿 - 三保橋 - 薬師谷戸 - 中山駅
- 中53：鶴ヶ峰駅 - 今宿 - 川井宿 - 三保橋 - 薬師谷戸 - 中山駅

横52は横浜駅西口から鶴ヶ峰駅を経由して中山駅（南口）へ向かう路線で、主に国道16号を経由する。中53系統は中山駅側の区間便である。終日に渡って横52と中53を合わせて1時間に2本程度確保され、中山駅から交互に運行される。

### 鶴ヶ峰駅 - 鶴間駅東口方面
- 間01：鶴ヶ峰駅 - 今宿 - 川井宿 - 大貫橋 - 亀甲山 - 下鶴間 - 鶴間車庫 - 鶴間駅東口

大和営業所が運行する横04（横浜駅西口 - 鶴ヶ峰駅 - 鶴間駅東口）の区間便で、こちらも主に国道16号を経由する。2019年1月16日のダイヤ改正で横04が平日早朝を除いて運行を取り止めたため、その代替として増発、大和営業所と共同管轄となった。横04の大幅な減便に伴って、指定の系統に限り鶴ヶ峰駅で交通系ICカードによる乗り継ぎ割引が適用されるようになった。

### 鶴ヶ峰駅 - よこはま動物園方面
- 5：鶴ヶ峰駅 - 今宿 - 都岡辻 - よこはま動物園
- 5：鶴ヶ峰駅 → 今宿 → 都岡辻 → よこはま動物園 → よこはま動物園北門（平日運休）

2008年2月12日に上記の5系統および115系統（横浜駅西口 - 鶴ヶ峰駅 - 若葉台中央）と同時に横浜市営バスから神奈川中央交通へ移管された路線である。平日早朝のよこはま動物園方向は旭9（相鉄バス）と同一経路だが、共通定期券の取扱いは行っていない。2015年4月25日のダイヤ改正で、土曜・休日の14時代までに鶴ヶ峰駅を発車する便については、よこはま動物園北門終着まで延伸された。なお「よこはま動物園北門」停留所は降車専用で、鶴ヶ峰駅方向は従来通り「よこはま動物園」始発で運行されるが、多客時の日中時間帯は通常経路である中原街道が混雑することもあり、よこはま動物園方向に限って横浜旭陵高校から先を経路変更して運行される。

### 鶴ヶ峰駅 - グリーンヒル上白根方面
- 115：鶴ヶ峰駅 → 今宿ハイツ →グリーンヒル上白根 →鶴ヶ峰駅
- 115：鶴ヶ峰駅 → 今宿ハイツ → グリーンヒル上白根

鶴ヶ峰駅から上白根地区の住宅街を時計回りに循環運行する路線で、「今宿ハイツ循環」と案内される。毎時2本程度運行され、平日夜間1便と土曜・休日の最終1便は2017年3月25日に新設されたグリーンヒル上白根止まりとなる。2008年2月12日に上記路線と同様に横浜市営バスから神奈川中央交通へ移管された。

### 鶴ヶ峰駅 - 中山車庫方面
- 峰03：鶴ヶ峰駅 - 下白根橋 - 千丸台団地 - 白山高校 - 中山車庫

2015年1月12日の中山操車所移転によって新設された出入庫路線で、これにより鶴ヶ峰駅と千丸台団地、白山高校方面が1つのバス路線で移動可能となった。なお、白山高校と中山車庫の停留所はかなり至近（営業キロで0.1km）である。

### 三ツ境駅 - 若葉台中央・十日市場駅方面
- 116：三ツ境駅北口 - 西部病院前 - 亀甲山 - 大貫橋 - 若葉台近隣公園前 - 霧が丘高校前 - 若葉台中央（相鉄バス旭営業所と共同運行）
- 116：三ツ境駅北口 - 西部病院前 - 亀甲山 - 大貫橋 - 地区公園 - 若葉台中央（同上）
- 境21：三ツ境駅北口 - 西部病院前 - 亀甲山 - 大貫橋 - 若葉台近隣公園前 - 霧が丘高校前 - 若葉台中央 - 郵便局前 - 十日市場駅

相鉄本線三ツ境駅から野境（のさかい）道路を北上して若葉台中央・十日市場駅方面へ向かう路線で、116系統は相鉄バス旭営業所との共同運行路線である。かつては横浜市営バス・神奈川中央交通・相鉄バスの3社局共同運行路線だったが、中田宏による市営バス事業規模適正化政策によって2007年11月末をもって横浜市営バスが撤退すると同時に神奈川中央交通へ引き継がれ、2社運行となった。若葉台団地内では、近隣公園経由が主体となって運行されており、地区公園が毎時1本程度運行されている。
境21は近隣公園・若葉台中央を経由してその先の十日市場駅まで足を延ばす路線で、こちらは神奈川中央交通単独での運行である。かつては毎時1本程度の運行があったが2023年現在は両方向共に1日数本程度の運行となっている。

### 十日市場駅 - 若葉台中央方面
- 23：十日市場駅 - 郵便局前 - 霧が丘高校前 - 若葉台中央（横浜市営バス若葉台営業所・東急バス青葉台営業所と共同運行）

横浜線十日市場駅と若葉台中央を結ぶ路線で、横浜市営バス（23）・東急バス（青23）との共同運行路線である。運行の中心となるのは東急田園都市線青葉台駅から若葉台中央に至る路線で、市営バス便と東急バス便の大半は青葉台駅発着だが、神奈中は十日市場駅までの区間便のみを担当する。同経路で鶴ヶ峰駅・三ッ境駅まで運行する前述の峰02・境21が存在することもあり、神奈中担当の23系統は1日2便程度だが、かつて大和営業所が休日のみ運行していた町77（初代、町田バスセンター・ターミナル - 鞍掛 - 田奈駅 - 十日市場駅 - 若葉台中央）が存在したことから、休日のみ運行本数が若干多くなっている。峰02・境21と合わせると、十日市場駅 - 若葉台中央間の神奈中担当便は毎時1 - 3本程度の運行となる。
2024年3月23日をもって3社による共通定期券の販売を終了した。

### 新横浜駅 - 保土ヶ谷駅方面
- 121：新横浜駅前 - 八反橋 - 羽沢団地前 - 三枚町 - 羽沢横浜国大駅前 - 川島住宅 - 和田町 - 洪福寺 - 保土ヶ谷駅西口
- 131（急行）：新横浜駅前 → 八反橋 → 三枚町 → 羽沢横浜国大駅前 → 川島住宅

新横浜駅から保土ヶ谷駅方面へ向かう路線で、2007年4月1日に121系統が横浜市営バス港北営業所から移管され、同日付けで横浜市道路局による「生活交通バス路線維持制度」の対象路線となった。市営バス時代は新横浜駅 - 保土ヶ谷車庫間の運行だったが、移管によって峯小学校前 - 保土ヶ谷車庫間を廃止し、保土ヶ谷駅西口発着へ変更された。神奈川中央交通の一般路線では初めての新横浜駅乗り入れ路線となった事により、横浜市内では鶴見区、都筑区以外全ての区で神奈中バスが見られるようになった。
131系統は2017年10月2日に新設された片道運行の急行バスで、新設当初は平日深夜に片道1便のみだったが、2024年4月1日のダイヤ改正で毎日夜間の運行に変更された。急行運転区間は八反橋 - 三枚町間で、この区間は121系統とは別ルートを走行する。神奈川中央交通の一般路線バスにおいて、横浜市営バスからの移管路線で無いにもかかわらず横浜市営バス方式の系統番号が用いられたのは史上初である。
2019年11月30日の羽沢横浜国大駅開業により、羽沢貨物駅が「羽沢横浜国大駅前」に改称された。また、同駅の開業により生活交通バス路線維持制度の対象から外れている。

### 鴨居駅 - 竹山団地方面
- 56：鴨居駅 - 鴨居町 - 幼稚園前 - 竹山団地中央 - 竹山団地（横浜市営バス緑営業所と共同運行）

横浜線鴨居駅から南部の竹山団地へ向かう路線である。横浜市営バスとの共同運行路線であり、横浜市営側ではかつて深夜バスが設定されていた。

### 鴨居駅 - 千丸台団地方面
- 119：鴨居駅 → 白山中央 → 白山高校正門前 → 千丸台団地 → 新井町 → 鴨居町 → 鴨居駅（横浜市営バス緑営業所と共同運行）
- 119：鴨居駅 → 鴨居町 → 新井町 → 千丸台団地 → 白山高校 → 白山中央 → 鴨居駅（同上）
- 鴨02：鴨居駅 → 白山中央 → 白山高校正門前 → 中山車庫
- 鴨02：中山車庫 → 白山高校 → 白山中央 → 鴨居駅

119系統は横浜線鴨居駅と白山高校・千丸台団地方面を結ぶ循環線である。横浜市営バス緑営業所と共同運行で、共通定期券の取扱がある。かつては西谷駅経由で峯小学校前（保土ケ谷区総合庁舎の最寄り停留所）まで運行される便も存在したが、現在は鴨居駅発着の循環線のみとなっている。
鴨02は2015年1月12日の中山操車所移転によって新設された出入庫路線で、白山高校までは119系統と同一経路で運行され、白山高校の次が中山車庫である。こちらは横浜市営バスとの共通定期券が使用できない。

### 中山駅 - 竹山団地方面
- 1：中山駅 - 白山ハイテクパーク - 緑車庫前 - 鴨居町 - 竹山団地

前述の1系統（横浜駅西口 - 三ツ沢西町 - 中山駅）と異なり、元々は横浜市営バスと神奈川中央交通の共同運行だった。共同運行時代は「01」と表記していたが、横浜市営バスからの移管を機に「1」となった。
なお、2024年8月現在でも中山駅 - 緑車庫間に横浜市営バス緑営業所が1系統を運行している。

### 中山駅 - 中山車庫方面
- 中55（急行）：中山駅 - 境 - 長坂谷公園南 - 中山車庫（記載停留所のみ停車）

2015年1月12日の中山操車所移転によって新設された出入庫系統で、中原街道を走行する。
中山駅から中原街道（よこはま動物園）方面は旧来より相鉄バスのエリアで神奈中は路線を持っておらず、中山車庫移転の時点でも横浜市営バスおよび相鉄バスの既存路線が多数運行されていたことから、「境」を除く中原街道上の停留所には一切停車しない急行として開設された。移転前の旧・中山操車所もこの路線の経路上に存在していたが、移転前には自社路線を持たず全て回送で出入庫していた。

### 中山駅 - 三保中央方面
- 中54：中山駅 - 薬師谷戸 - 三保橋 - 三保中央

中山駅（南口）を発着する短距離の路線で、ほとんどの区間で横52・中53・中57の各系統と同一区間を運行する。中山駅では南口に設けられた専用停留所から発車する。終点の三保中央には横浜市営バス若葉台営業所が運行する23系統（青葉台駅 - 三保中央運行便）が乗り入れている。

### 中山駅 - 武蔵中山台循環
- 中57（急行）：自治会館前 → 武蔵中山台西 → 薬師谷戸 → 台村町 →中山駅 → 台村町 → 薬師谷戸 → 自治会館前 → 武蔵中山台西
- 中57（急行）：自治会館前 → 武蔵中山台西 → 薬師谷戸 → 台村町 → 中山駅
- 中57（急行）：中山駅 → 台村町 → 薬師谷戸 → 自治会館前 → 武蔵中山台西

2016年3月26日から4ヶ月間の期間限定で運行された社会実験路線を基に、運行内容を一部見直した上で2017年2月25日から「武蔵中山台循環」として本格運行化された。基本は武蔵中山台にある自治会館前始発で、中山駅へ向かった後に再び武蔵中山台方面へ戻る路線で、平日・土曜数便が中山駅を終点・始発とする区間便で運行される。なお、台村町から薬師谷戸までは急行運転となっており、中型車限定での運行となる。

### 長津田駅 - 若葉台中央方面
- 40：長津田駅 - 長津田駅入口 - 玄海田 - 霧が丘高校前 - 若葉台近隣公園前 - 地区公園 - 若葉台中央
- 40：長津田駅入口 - 玄海田 - 霧が丘高校前 - 若葉台近隣公園前 - 地区公園 - 若葉台中央（土曜・休日運休）

2002年8月1日に、それまで神奈中単独の路線であった旧・津03（長津田駅 - 玄海田 - 公園前）を若葉台中央まで延伸した路線で、延伸と同時に横浜市営バス若葉台営業所との共同運行・共通定期券を取扱路線となった。長津田駅の南口発着場は手狭であるため、平日の朝夕に限って長津田駅には乗り入れず一つ手前の長津田駅入口発着となるが、長津田駅入口の降車停留所は津01（長津田駅 - 岡部谷戸 - 南町田グランベリーパーク駅）の御幸通り停留所と同位置にあり、到着後はひとつ先の「小学校前」停留所付近の道路を使って折り返す。2023年6月30日をもって横浜市営バスが運行から撤退し、以降は神奈中単独での運行となった。

## 廃止・移管路線
- 119：鴨居駅 - 鴨居町 - 新井町 - 下白根橋 - 西谷駅前 - 梅の木 - 和田町 - 峯小学校前（横浜市営バス緑営業所と共同運行）

119系統は現在の鴨居駅を発着する循環線のほかに、西谷駅前を経由して峯小学校前まで運行される便が存在した。こちらも横浜市営バスとの共同運行であり、平日・土曜のみの運行であった。2021年4月1日のダイヤ改正で廃止された。
- 中50：中山駅北口 - 貝の坂 - 川和町 - 市が尾駅

東急バス虹が丘営業所の市43（市が尾駅 - 中山駅 - 桐蔭学園前）と同一経路で、平日・土曜の早朝に1便が運行された。横浜市都筑区を走る唯一の路線で、かつては中山駅南口発着で運行していたが、2016年3月26日より北口発着へ変更された。
神奈中担当便は62・横51・横52・中53と同様に当初は横浜営業所（笹下操車所）の担当であったが、舞岡営業所への移管を経て、最終的に当営業所が担当することとなったという経緯がある。2024年4月1日のダイヤ改正で廃止された。
- 南01：南町田グランベリーパーク駅 - 東名横浜町田インター - 若葉台近隣公園前 - 霧が丘高校前 - 若葉台中央（平日・土曜運休）

東急田園都市線南町田グランベリーパーク駅から横浜若葉台団地（若葉台中央）へ向かう路線で、1979年（昭和54年）の横浜若葉台団地分譲開始当時は同団地から青葉台駅を結ぶ路線が無かった為、東急田園都市線の駅を結ぶ唯一の路線として開設され、本数も比較的多く設定されていたが、1981年（昭和56年）には若葉台中央と青葉台駅を結ぶ路線の開設による利用者減少で減便された。2017年3月25日のダイヤ改正以前は土曜・休日に1.5往復程度運行されていたが、同日より休日1便に減らされた。国道16号線地上部（大和バイパス）の交差点改良や南町田駅バスロータリー整備などの都合たびたび途中の走行経路が変更されており、同年4月1日には南町田駅正面口から北口発着へ変更された。2019年10月1日に南町田駅は「南町田グランベリーパーク駅」と改称されたが、停留所名については南町田グランベリーパークが開業した同年11月13日に改称された。当営業所の路線では唯一、東京都に乗り入れた路線で、南町田グランベリーパーク駅 - 東名横浜町田インター間（町田市内）で東京都シルバーパスが利用可能だった。2025年3月30日に運行を終了し、路線自体は廃止となったものの、既存路線と重複する一部区間は休止扱いとなっている。

## 車両

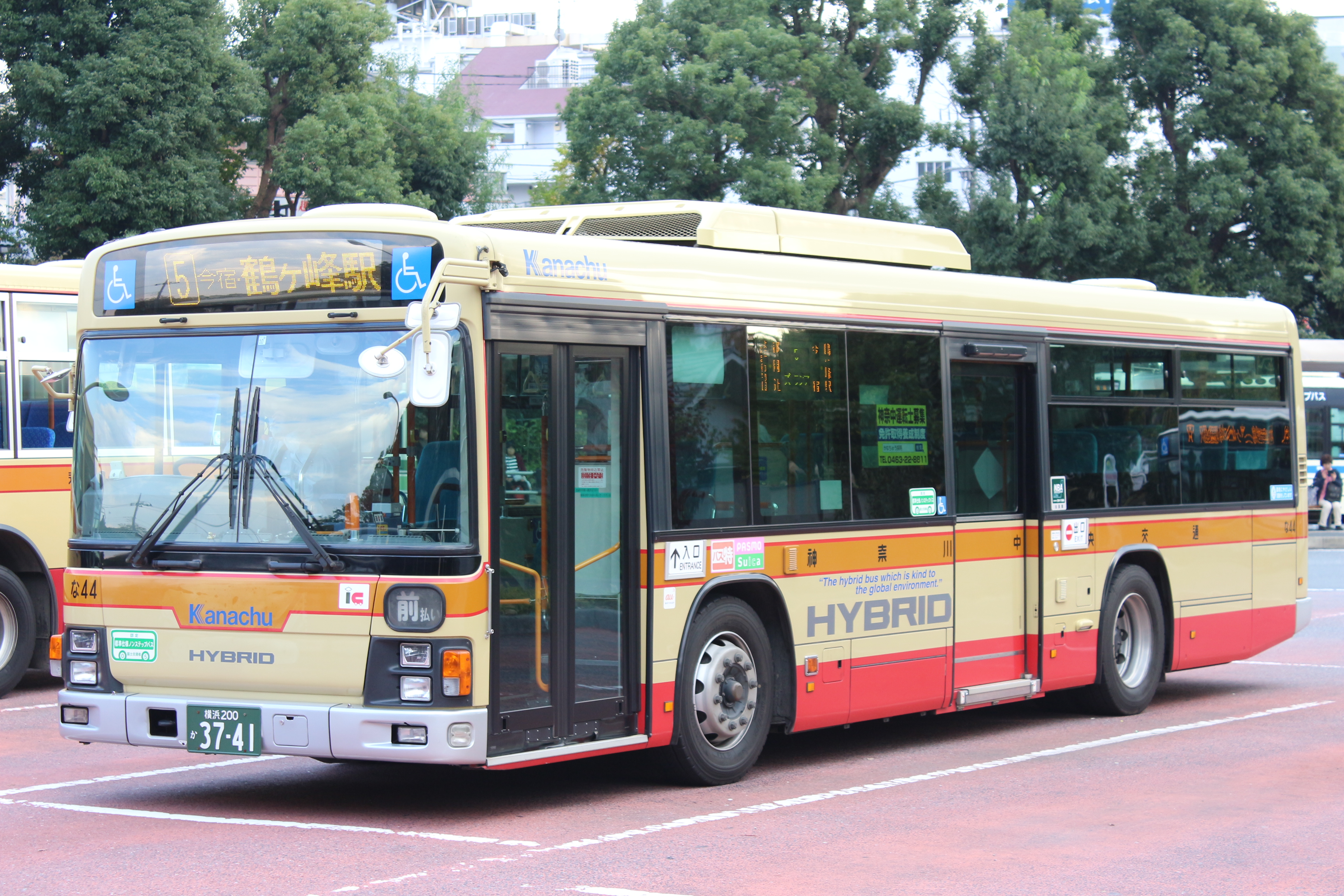
中山営業所に1台所属するいすゞ「エルガハイブリッド」(な44)

2024年（令和6年）8月15日現在、中山営業所には77台が所属している。全車が一般路線車で、空港リムジン車や貸切車、特定輸送車および教習・訓練車は在籍していない。所属車両は横浜ナンバーとなるが、前身となる大和営業所中山操車所の開設当時に大和営業所鶴間操車所から転入した車両は、相模ナンバーから横浜ナンバーに変更された。
一般路線車はほぼ全ての車両が大型車でノンステップバスの比率が高いが、ワンステップバスも33台所属している。車種は三菱ふそう・エアロスター（三菱ふそうバス製造製車体）を中心にいすゞ・エルガ（ジェイ・バス製車体）も23台所属している。特筆すべき車両として、「いすゞ・エルガハイブリッド」が1台、日産ディーゼル（現：UDトラックス）「スペースランナーRA」のOEM供給車である三菱ふそう「エアロスターS」（西日本車体工業製車体）が4台所属している。いすゞ製シャーシに富士重工業製7Eボディを架装した車両の2台は2017年12月と2018年1月に1台ずつ廃車された。
中型車は「いすゞ・エルガミオ」ワンステップバスが2台所属している。2台とも大和と秦野からの転属車である。
小型車は、武蔵中山台線実証運行用に2015年12月に舞岡営業所から「三菱ふそう・エアロミディME」が2台転入していたが、2016年7月と2017年2月に1台ずつ廃車されたため、小型車は消滅している。

## その他
- 行先表示にLEDを採用した際には、方向幕に記載していた「共通定期券取扱車」の表示が省略された。しかし、62系統（横浜駅 - 和田町 - 西谷駅前 - 千丸台団地）については以前担当していた舞岡営業所のデータを流用しているため、「共通定期券取扱車」の表示がある。その後、116系統など一部の他路線でも内容の更新に合わせて「共通定期券取扱車」の表示が復活している。
- 境21（三ツ境駅 - 亀甲山 - 若葉台中央 - 十日市場駅）などが経由する「亀甲山」について、横浜市交通局と相鉄バスでは「亀甲山」と表記されるのに対し、神奈川中央交通では永らく「亀の甲山」と表記していたが、2014年に入り「亀甲山」表記に変更となっている。なお、2008年2月12日以降「亀甲山」を通る横浜市営バスの路線は存在しない。